# الفرقة البحرية الأولى (الولايات المتحدة)
الفرقة البحرية الأولى تُختصر بالإنجليزية إلى (1st MARDIV) هي فرقة مشاة بحرية تابعة لسلاح مشاة البحرية الأمريكية، يقع مقرها في قاعدة مشاة البحرية بكامب بندلتون، كاليفورنيا. وهي بمثابة عنصر القتال البري في قوة الاستطلاع البحرية الأمريكية الأولى (I MEF).
وتعتبر أقدم وأكبر فرقة بالخدمة الفعلية في سلاح مشاة البحرية الأمريكية، تُمثل قوة جاهزة للقتال تضم أكثر من 19.000 رجل وامرأة. وهي واحدة من ثلاث فرق بالخدمة الفعلية في سلاح مشاة البحرية اليوم وهي قوة قتالية برية متعددة الأدوار. تُلقب باسم «السلالة القديمة».

## وصلات خارجية
- 1st Marine Division's official website
- Profile at Marines magazine